# Letalska akrobatska skupina Zvezde
Letalska akrobatska skupina Zvezde je letalska akrobatska skupina iz Srbije, ki leti na reaktivnih letalih SOKO Galeb G-2.
Skupina deluje v okviru Aerokluba Galeb G4. Vsi piloti so častniki Vojske Srbije, ki svoje redne naloge izvajajo na letališču Banjica.

## Zgodovina
Do leta 1999 so vsi piloti leteli v skupini Leteče zvezde na letalih SOKO Galeb G-4 v sklopu vojnega letalstva. Tega leta so bila letala uničena, skupina pa je razpadla. Leta 2003 so pridobili prvo letalo, ki so ga kupili v Slovenj Gradcu. Kasneje so iz letalskega muzeja pridobili še drugo letalo ter nato še dva iz Združenega kraljestva. Skupina je nato ta štiri letala povsem obnovila in nekoliko kasneje pridobila še peto letalo ter eno transportno letalo za potrebe logistike.
Nastop Zvezd danes je podoben tistemu Letečih zvezd, ker pa so letala Galeb G-2 počasnejša od letal G-4 je predstava za gledalce bolj zanimiva.

## Sestava
- podpolkovnik Saša Ristić - vodja skupine
- podpolkovnik Dragan Zlokas
- podpolkovnik Ištvan Kanas
- major Saša Grubač